# Desmopachria variolosa
Desmopachria variolosa är en skalbaggsart som beskrevs av Régimbart 1895. Desmopachria variolosa ingår i släktet Desmopachria och familjen dykare. Inga underarter finns listade i Catalogue of Life.